# Hug II de Campdavaine
Hug II de Campdavaine († el 1130 o 1131), va ser comte de Saint Pol de 1083 a vers 1130, després d'haver succeït al seu germà Guiu mort sense fills o descendents. Era el fill d'Hug I i de Clemència.
El papa Gregori VII, el 25 de novembre de 1078, va qualificar els tres fills d'Hug I de Campdavaine, Guiu, Hug i Eustaqui, com a comtes de Saint-pol.

## Biografia
Junt amb el seu fill Enguerrand, va acompanyar l'any 1096 a Robert Courteheuse, duc de Normandia, a la primera Croada, on es va distingir al setge d'Antioquia. Va estar entre els primers en l'assalt de Jerusalem. Va perdre el seu fill, que va morir en lluita davant Marah. Van ser els herois de la cançó de gesta La cançó d'Antioquia composta al començament del segle xii pel pelegrí Ricard.
A la seva tornada, va prendre les armes per al comte d'Hainaut contra Robert II, Comte de Flandes.
Va també haver de combatre el successor de Robert II, Balduí de la Destral. El 1115, aquest últim li va prendre el castell d'Encre, del qual va fer do a Carles de Dinamarca, el seu cosí. L'any 1117, va ser el castell de Saint Pol que li va ser arrabassat. Però, poc temps després, li va tornar aquest darrer a instàncies del comte de Boulogne.
Després de la mort de Balduí de la Destral, va entrar en la lliga formada per Clemència de Borgonya, la vídua de Robert II, tenint per finalitat excloure a Carles de Dinamarca del comtat de Flandes, i de posar-hi al seu front a Guillem d'Ypres. Carles va triomfar sobre tots els confederats i havent entrat al comtat de Saint Pol, en va arrasar totes les fortaleses i va obligar el comte a demanar-li la pau. Li va ser atorgada a condició d'entrar en l'esfera d'influència de Flandes de la qual els seus predecessors s'havien alliberat.

## Família i descendència
La seva primera esposa va ser Elisenda de Ponthieu, filla d'Enguerrand II, comte de Ponthieu i d'Aumale, i d'Adela de Normandia. Es va casar amb ella abans de 1091 i va tenir a:
- Enguerrand, mort durant la primera croada a Marah a Palestina.
- Hugues III, qui el va succeir.
- Beatriu de Saint Pol, esdevingué hereva del comtat d'Amiens, que va aportar a la casa de Boves en casar-se amb Robert de Boves, segon fill de Tomàs de Marle. Aquesta filla seria més probablement filla del següent matrimoni.

Segons l'historiador Charles du Fresne, sieur du Cange, Hug II es va casar en segones noces amb Margarida de Clermont-Beauvaisis, comtessa d'Amiens vídua de Carles de Dinamarca. Van tenir a:
- Raül
- Guiu

Margarida de Clermont es va casar llavors amb Balduí de l'Encre de la qual va tenir una filla que va ser mare de Gautier, senyor d'Heilli, segons un genealogista del temps de Felip August. Segons altres historiadors Margarida de Clermont s'hauria casat amb Teodoric d'Alsàcia.